# Luis de Aguilar y Eslava
Luis de Aguilar y Eslava, presbítero y oficial de la Santa Inquisición, nace en Cabra (Córdoba) el 12 de agosto de 1610 en el seno de una ilustre familia, y muere en Carcabuey el 29 de enero de 1679. Su vida transcurrió de forma apacible entre ambas ciudades, lugares donde se distribuían los importantes bienes de fortuna que constituían su hacienda: casas, huertas, censos y otras propiedades. 

## Biografía
Luis fue el tercero de cinco hermanos de una familia muy acomodada. Su padre fue el doctor Luis de Aguilar y su madre Isabel Toledano. Dedicó su vida al ministerio eclesiástico y a la administración de sus bienes personales.
A la hora de hacer testamento, otorgado en Carcabuey (Córdoba) el 24 de enero de 1679, dispuso que, con sus bienes, se fundara en Cabra un colegio seglar de Artes y Teología con el título de la “Concepción de la Virgen María Nuestra Señora Concebida sin mancha de pecado original en el primer instante de su ser natural”. Esto sucedía casi doscientos años antes de que dicho dogma de la Inmaculada Concepción fuera reconocido (1854) por la Iglesia Católica. 
Señaló para el sostenimiento del Colegio una renta anual de dos mil ducados, y bienes suficientes para un edificio a propósito con iglesia y demás dependencias necesarias, incluido todo el menaje y enseres. Debía permitir que pudieran estudiar en él "doce colegiales naturales de la dicha villa de los más pobres, virtuosos y sabios..."
Se convierte así en fundador del Colegio de la Limpia y Pura Concepción de la villa de Cabra, que más tarde se incorpora al sistema público de enseñanza y hoy recibe el nombre de su fundador, IES Aguilar y Eslava. 
Cinco días después de otorgar testamento, muere en Carcabuey, donde también poseía tierras. Es enterrado en la Iglesia Parroquial de la Asunción "...con entierro solemne y acompañamiento general", como tenía dispuesto en su testamento. El Patronato de la Fundación Aguilar y Eslava se ha encargado en estos pasados siglos de gestionar la voluntad del fundador.

## Legado
Luis de Aguilar y Eslava da nombre asimismo a una de las plazas de Cabra en la que se encuentra un monumento a él dedicado, que fue sufragado por suscripción popular en 1929. Es obra del arquitecto Luis Berges Martínez (Guadalajara, 1891-Jaén, 1939). Una estatua de bronce, obra del escultor Antonio Maíz de Castro (1906-1990), se encuentra sobre un pedestal y bajo un arco, dentro de una fuente cuadrada construida en mármol gris.
Algunos cuadros de su imagen se encuentran en el IES y el Museo Aguilar y Eslava.

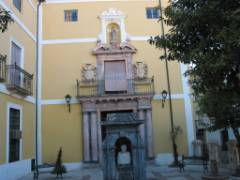
Portada del IES Aguilar y Eslava de Cabra (Córdoba) fundado por don Luis de Aguilar y Eslava en 1679 con el nombre de Colegio de la Purísima Concepción. En primer término se observa el monumento al fundador con su estatua.